# Składy drużyn olimpijskich w piłce siatkowej mężczyzn 2000
Artykuł grupuje składy wszystkich reprezentacji narodowych w piłce siatkowej, które wystąpiły w turnieju siatkówki mężczyzn na Letnich Igrzyskach Olimpijskich w 2000 roku w Sydney.

## Składy drużyn
| Numer | Imię i nazwisko   | Rok urodzenia |
| ----- | ----------------- | ------------- |
| 1     | Marcos Milinkovic | 1971          |
| 3     | Christian Lares   | 1974          |
| 4     | Leandro Maly      | 1976          |
| 5     | Leonardo Patti    | 1968          |
| 6     | Javier Weber      | 1966          |
| 7     | Hugo Conte        | 1963          |
| 8     | Juan Porello      | 1977          |
| 10    | Alejandro Spajić  | 1976          |
| 11    | Jerónimo Bidegain | 1977          |
| 14    | Sebastián Firpo   | 1976          |
| 15    | Pablo Pereira     | 1974          |
| 17    | Pablo Meana       | 1975          |

| Numer | Imię i nazwisko   | Rok urodzenia |
| ----- | ----------------- | ------------- |
| 1     | Daniel Howard     | 1976          |
| 2     | Steven Keir       | 1979          |
| 4     | Benjamin Hardy    | 1974          |
| 6     | Nathan Jakavicius | 1977          |
| 8     | Russell Wentworth | 1973          |
| 9     | Daniel Ronan      | 1975          |
| 10    | Spiros Marazios   | 1978          |
| 11    | Scott Newcomb     | 1973          |
| 12    | David Beard       | 1973          |
| 13    | Benjamin Loft     | 1978          |
| 15    | Hidde Van Beest   | 1979          |
| 17    | Mark Williams     | 1979          |

| Numer | Imię i nazwisko         | Rok urodzenia |
| ----- | ----------------------- | ------------- |
| 2     | Marcelo Elgarten        | 1974          |
| 3     | Giovane Farinazzo Gávio | 1970          |
| 4     | Gilmar Teixeira         | 1970          |
| 5     | André Heller            | 1975          |
| 6     | Maurício Lima           | 1968          |
| 7     | Gilberto de Godoy Filho | 1976          |
| 8     | Douglas Chiarotti       | 1970          |
| 10    | Max Pereira             | 1970          |
| 12    | Nalbert Bitencourt      | 1974          |
| 13    | Gustavo Endres          | 1975          |
| 14    | Alexandre Samuel        | 1970          |
| 18    | Dante Amaral            | 1980          |

| Numer | Imię i nazwisko       | Rok urodzenia |
| ----- | --------------------- | ------------- |
| 1     | Hamdy Awad            | 1972          |
| 2     | Ashraf Abou el-Hassan | 1975          |
| 3     | Mohamed el-Houseny    | 1982          |
| 4     | Nehad Shehata         | 1975          |
| 7     | Sayed Khalil          | 1976          |
| 8     | Eslam Awad            | 1976          |
| 10    | Mahmoud Abdelaziz     | 1975          |
| 11    | Mohamed Mouselhy      | 1972          |
| 13    | Ussama Komsan         | 1977          |
| 14    | Hany Mouselhy         | 1968          |
| 16    | Ibrahim Fathy         | 1977          |
| 18    | Ibrahim Rashwan       | 1978          |

| Numer | Imię i nazwisko      | Rok urodzenia |
| ----- | -------------------- | ------------- |
| 1     | Rafa Pascual         | 1970          |
| 5     | Luis Suela           | 1976          |
| 7     | Miguel Ángel Falasca | 1973          |
| 8     | Juan Carlos Robles   | 1967          |
| 9     | Alexis Valido        | 1976          |
| 10    | Cosme Prenafeta      | 1971          |
| 11    | Carlos Carreño       | 1973          |
| 13    | José Casilla         | 1979          |
| 14    | José Luis Moltó      | 1975          |
| 15    | Ernesto Rodríguez    | 1969          |
| 16    | Juan Salvador        | 1975          |
| 17    | Enrique De La Fuente | 1975          |

| Numer | Imię i nazwisko      | Rok urodzenia |
| ----- | -------------------- | ------------- |
| 1     | Misha Latuhihin      | 1970          |
| 4     | Reinder Nummerdor    | 1976          |
| 5     | Guido Görtzen        | 1970          |
| 6     | Richard Schuil       | 1973          |
| 7     | Mike van de Goor     | 1973          |
| 9     | Bas van de Goor      | 1971          |
| 10    | Joost Kooistra       | 1976          |
| 11    | Erik Schuil          | 1977          |
| 12    | Peter Blangé         | 1964          |
| 13    | Martin van der Horst | 1965          |
| 15    | Albert Cristina      | 1970          |
| 17    | Martijn Dieleman     | 1979          |

| Numer | Imię i nazwisko | Rok urodzenia |
| ----- | --------------- | ------------- |
| 3     | Vladimir Batez  | 1969          |
| 4     | Slobodan Kovač  | 1967          |
| 6     | Slobodan Boškan | 1975          |
| 7     | Đula Mešter     | 1972          |
| 8     | Vasa Mijić      | 1973          |
| 9     | Nikola Grbić    | 1973          |
| 10    | Vladimir Grbić  | 1970          |
| 12    | Andrija Gerić   | 1977          |
| 13    | Goran Vujević   | 1973          |
| 14    | Ivan Miljković  | 1979          |
| 15    | Veljko Petković | 1979          |
| 18    | Igor Vušurović  | 1974          |

| Numer | Imię i nazwisko  | Rok urodzenia |
| ----- | ---------------- | ------------- |
| 1     | Shin Jin-sik     | 1975          |
| 2     | Who In-jung      | 1974          |
| 3     | Chang Byung-chul | 1976          |
| 5     | Lee Ho           | 1973          |
| 6     | Bang Sin-bong    | 1975          |
| 8     | Lee Byong-yong   | 1971          |
| 10    | Shin Sun-ho      | 1978          |
| 11    | Park Hee-sang    | 1972          |
| 13    | Bang Ji-sub      | 1974          |
| 14    | Choi Tae-woong   | 1976          |
| 15    | Lee Kyung-soo    | 1979          |
| 18    | Kim Se-jin       | 1974          |

| Numer | Imię i nazwisko    | Rok urodzenia |
| ----- | ------------------ | ------------- |
| 1     | Leonel Marshall    | 1979          |
| 2     | Nicolas Vives      | 1970          |
| 3     | Alexeis Argilagos  | 1971          |
| 6     | Iván Ruíz          | 1977          |
| 7     | Angel Denis        | 1977          |
| 8     | Pavel Pimienta     | 1976          |
| 9     | Raúl Diago         | 1967          |
| 11    | Osvaldo Hernández  | 1970          |
| 12    | Ramón Gato         | 1973          |
| 13    | Alain Roca         | 1976          |
| 14    | Ihosvany Hernández | 1972          |
| 16    | Yosenqui García    | 1977          |

| Numer | Imię i nazwisko      | Rok urodzenia |
| ----- | -------------------- | ------------- |
| 2     | Wadim Chamutckich    | 1969          |
| 4     | Rusłan Olichwier     | 1969          |
| 5     | Walerij Goriuczew    | 1974          |
| 6     | Igor Szulepow        | 1972          |
| 7     | Aleksiej Kazakow     | 1976          |
| 8     | Jewgienij Mitkow     | 1972          |
| 9     | Siergiej Tietiuchin  | 1975          |
| 10    | Roman Jakowlew       | 1976          |
| 11    | Konstantin Uszakow   | 1970          |
| 15    | Aleksandr Gierasimow | 1975          |
| 16    | Ilja Sawieljew       | 1971          |
| 18    | Aleksiej Kuleszow    | 1979          |

| Numer | Imię i nazwisko | Rok urodzenia |
| ----- | --------------- | ------------- |
| 1     | Lloy Ball       | 1972          |
| 3     | Mike Lambert    | 1974          |
| 5     | Erik Sullivan   | 1972          |
| 7     | John Hyden      | 1972          |
| 9     | Ryan Millar     | 1978          |
| 10    | Christian McCaw | 1973          |
| 12    | Thomas Hoff     | 1973          |
| 13    | Jeff Nygaard    | 1972          |
| 14    | Kevin Barnett   | 1974          |
| 15    | George Roumain  | 1976          |
| 16    | Dan Landry      | 1970          |
| 17    | Andrew Witt     | 1978          |

| Numer | Imię i nazwisko   | Rok urodzenia |
| ----- | ----------------- | ------------- |
| 1     | Andrea Gardini    | 1965          |
| 2     | Marco Meoni       | 1973          |
| 3     | Pasquale Gravina  | 1970          |
| 4     | Luigi Mastrangelo | 1975          |
| 5     | Paolo Tofoli      | 1966          |
| 6     | Samuele Papi      | 1973          |
| 7     | Andrea Sartoretti | 1971          |
| 8     | Marco Bracci      | 1966          |
| 10    | Simone Rosalba    | 1976          |
| 12    | Mirko Corsano     | 1973          |
| 13    | Andrea Giani      | 1970          |
| 14    | Alessandro Fei    | 1978          |